# 空港西 (岩沼市)
空港西（くうこうにし）は宮城県岩沼市の町丁。郵便番号は989-2420。人口は0人、世帯数は0世帯（2024年9月30日現在）。現行行政地名は空港西一丁目および空港西二丁目であり、住居表示は全域で未実施。旧岩沼市下野郷字南坪・字出雲屋敷・字善願・字北坪・字中坪・字中谷地・字荷揚場の各一部。
仙台空港に隣接した工業団地で、空港西一丁目は仙台空港フロンティアパークとして宮城県土地開発公社が開発を行い、空港西二丁目は岩沼市による土地区画整理事業として造成が行われた。

## 地理
仙台市中心部から南へ約17キロメートル、仙台空港まで約3キロメートルに立地する。周囲の大部分を下野郷に囲まれているほか、仙台空港臨空公園付近で名取市植松と接している。
仙台空港および岩沼臨空工業団地と隣接しており、宮城県道20号仙台空港線と宮城県道10号塩釜亘理線が接道する。岩沼インターチェンジや仙台空港インターチェンジなどにも程近いことから物流・産業用地となっているほか、空港西一丁目には航空機関連事業者が複数立地している。
都市計画区域上では全域が市街化区域に指定されており、都市計画法上の用途地域では工業専用地域もしくは工業地域に指定されている。また、航空法に基づく高さ制限が一部で存在する。仙塩広域都市計画の地区計画としては、空港西二丁目が矢野目西地区として指定されており、建物の新築と増改築には届出が必要となっている。小・中学校の学区は定められていない。

## 歴史
| 空港西の航空写真（左は1961年、右は2022年） |  | 空港西の航空写真（左は1961年、右は2022年） |
| 空港西の航空写真（左は1961年、右は2022年） |  |                                            |

行政区画としては陸前国名取郡下野郷村の一部にあたり、明治4年7月14日（1871年8月19日）に廃藩置県によって仙台県の管轄に、明治5年1月8日（1872年2月16日）に宮城県へ改称された。同年4月9日（6月10日）には大区小区制の施行により宮城県第15大区小10区となり、その後の1874年（明治7年）に第8大区小11区、1876年（明治9年）に第2大区小1区にそれぞれ変更された。
大区小区制は1878年（明治11年）10月21日に廃止され、1889年（明治22年）4月1日には新たに町村制が施行、全域が玉浦村となった。玉浦村は1955年（昭和30年）に岩沼町・千貫村と合併して新たに岩沼町となり、1971年（昭和46年）に市制施行して岩沼市となった。
2011年（平成23年）に発生した東日本大震災では津波による被害を受け、その後岩沼市によって策定された「いわぬま未来構想」および「岩沼市復興計画マスタープラン」において同地が物流産業の集積地として位置づけられた。これにより、宮城県土地開発公社は2014年（平成26年）から仙台空港中坪工業団地として造成を開始し、2016年（平成28年）には仙台空港フロンティアパークとして分譲を開始した。造成にあたっては岩沼農業地域および名取農業地域の範囲縮小と市街化区域の拡大が行われたほか、造成事業の施行に伴い空港西一丁目が誕生した。
岩沼市も空港周辺の活性化を図るため、仙台空港フロンティアパークの南側の農地約18.1ヘクタールにおいて市施行で仙塩広域都市計画事業岩沼市矢野目西地区土地区画事業を開始した。土地区画整理事業はオオバが設計を、フジタ・佐藤建設JVが施工を担当し、25万立方メートルの盛土による区画全体約1.5メートルの嵩上げや、地盤改良として2,400立方メートルの中層混合処理と8万立方メートルのグラベルマット工が行われた。事業は2年8か月に渡って進められ、2020年（令和2年）には換地処分により事業が完了し、空港西二丁目が誕生した。
2021年（令和3年）に宮城県と岩沼市の間で結ばれた仙台空港の24時間化運用に関する覚書では、県と市が連携して共に推進する事業として、「宮城県土地開発公社が所有する仙台空港フロンティアパーク地内の土地を活用し、空港周辺地域のにぎわい創出と県南地域の観光振興に資する集客施設の誘致を本市とともに積極的に取り組むなど、地域活性化拠点機能の配備実現を目指すこと」が盛り込まれ、空港西一丁目地内の3.5ヘクタールに空の駅を建設することが約束された。
2021年（令和3年）8月8日には日本水素ステーションネットワークと岩谷産業により、宮城県で2か所目となる水素ステーションが開設され、開所式には岩谷産業会長の牧野明次や宮城県知事の村井嘉浩、岩沼市長の菊地啓夫、名取市長の山田司郎らが参加した。

### 年表
- 2014年（平成26年） - 仙台空港フロンティアパークの整備が宮城県土地開発公社によって開始される[9]。
- 2016年（平成28年）
  - この年より空港西一丁目の仙台空港フロンティアパークの分譲が開始する[9]。
  - 9月1日 - 宮城県土地開発公社による開発事業（仙台空港フロンティアパーク）が施行されたことに伴い、下野郷字荷揚場・字中谷地・字北坪・字中坪の各一部をもって空港西一丁目が誕生する[7]。
- 2017年（平成29年）
  - 3月29日 - 岩沼市の復興整備協議会で矢野目西地区土地区画整理事業地内に関する農地転用許可が得られる[30]。
  - 6月14日 - 矢野目西地区土地区画整理事業に関する都市計画決定が行われる[30]。
  - 8月 - 矢野目西地区土地区画整理事業の事業計画が認可される[22]。
  - 10月30日 - 矢野目西地区土地区画整理事業の安全祈願祭が行われる[31]。
- 2020年（令和2年）
  - 4月17日 - 矢野目西地区土地区画整理事業施行地内において、換地処分の公告が行われる[10]。
  - 4月18日 - 換地処分の効力が生じたことにより施行地内の町名および地番が変更され、空港西二丁目が誕生する[10]。
- 2021年（令和3年）8月8日 - イワタニ水素ステーション 仙台空港が開設される[27]。

### 町名の変遷
町名の変遷は以下の通りである。
| 変更後の区域 | 変更後の区域 | 変更前の区域 | 変更前の区域 | 変更前の区域 | 変更日                   |
| 自治体       | 町丁         | 自治体       | 大字         | 小字         | 変更日                   |
| ------------ | ------------ | ------------ | ------------ | ------------ | ------------------------ |
| 岩沼市       | 空港西一丁目 | 岩沼市       | 下野郷       | 字荷揚場     | 2016年（平成28年）9月1日 |
| 岩沼市       | 空港西一丁目 | 岩沼市       | 下野郷       | 字中谷地     | 2016年（平成28年）9月1日 |
| 岩沼市       | 空港西一丁目 | 岩沼市       | 下野郷       | 字北坪       | 2016年（平成28年）9月1日 |
| 岩沼市       | 空港西一丁目 | 岩沼市       | 下野郷       | 字中坪       | 2016年（平成28年）9月1日 |
| 岩沼市       | 空港西二丁目 | 岩沼市       | 下野郷       | 字南坪       | 2020年（令和2年）4月18日 |
| 岩沼市       | 空港西二丁目 | 岩沼市       | 下野郷       | 字出雲屋敷   | 2020年（令和2年）4月18日 |
| 岩沼市       | 空港西二丁目 | 岩沼市       | 下野郷       | 字善願       | 2020年（令和2年）4月18日 |

## 世帯数と人口
2024年（令和6年）9月30日現在の世帯数と人口は以下の通りとなる。
| 町丁         | 世帯  | 人口 |
| ------------ | ----- | ---- |
| 空港西一丁目 | 0世帯 | 0人  |
| 空港西二丁目 | 0世帯 | 0人  |
| 計           | 0世帯 | 0人  |

## 施設

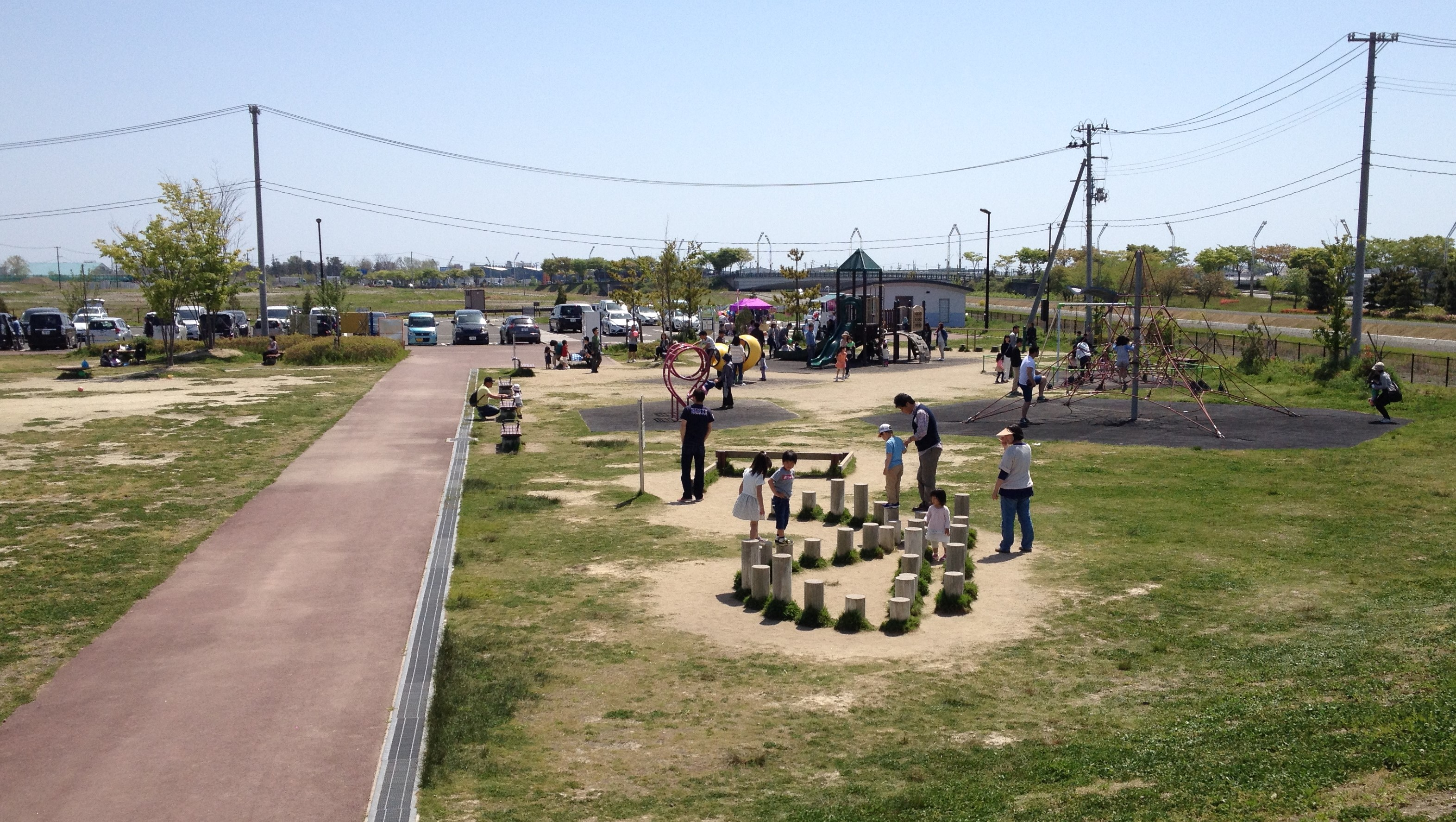
仙台空港臨空公園（2015年5月6日）

### 公共
- 空港施設 仙台空港第三小型機用格納庫（空港西一丁目6）[33]
- 仙台市消防航空隊 仙台市消防航空センター（空港西一丁目7）[34]
- 宮城県防災航空隊 宮城県防災ヘリコプター管理事務所（空港西一丁目15）[35]
- 空港西1号公園（空港西二丁目12）
- 空港西2号公園（空港西二丁目15）
- 仙台空港臨空公園（空港西一丁目地内）[36]

### 企業・店舗
- 東邦航空 東北事業所（空港西一丁目5）[37]
- イワタニ水素ステーション 仙台空港（空港西一丁目33-2）[38]
- 日本梱包運輸倉庫 岩沼営業所（空港西二丁目1）[39]
- 丸全昭和運輸 関東支店 岩沼物流センター（空港西二丁目2-2）[40]
- 東日本宇佐美 apollostation 仙台空港SS（空港西二丁目4-1）[41]

## 交通

### 鉄道
鉄道駅はない。最寄り駅は■東北本線の館腰駅。

### バス
バス停は空港西地内に存在しないが、仙台バスの臨空循環バスが通過している。

### 道路

#### 一般県道・主要地方道
- 宮城県道10号塩釜亘理線
- 宮城県道20号仙台空港線